# Florida occidentale
La Florida occidentale era una regione della costa settentrionale del golfo del Messico, che nella sua storia subì numerose variazioni territoriali e di sovranità. Porzioni del suo territorio furono possedute, in momenti diversi, da Francia, Spagna, Regno Unito e Stati Uniti (come anche dall'effimera Repubblica della Florida occidentale e dagli Stati Confederati). Infine, gli Stati Uniti assunsero il controllo dell'intera regione, che è divisa fra la Louisiana, il Mississippi, l'Alabama e la Florida.

## Una “pedina” di guerra
Dal 1682 al 1763 la Florida occidentale fu divisa fra gli spagnoli, che detenevano a Pensacola un avamposto della loro colonia di Florida, e i francesi, che controllavano Mobile in Alabama come parte della Louisiana (Nuova Francia). Durante i negoziati di pace che conclusero la guerra dei sette anni (sfociata in America nella guerra franco-indiana), nel 1763 la Gran Bretagna ottenne dalla Spagna la Florida, e dalla Francia l'area a nord del lago Pontchartrain compresa tra i fiumi Mississippi e Perdido. I francesi trasferirono poi alla Spagna, con un altro trattato, il resto della Louisiana. Gli inglesi riorganizzarono il territorio nelle province della Florida orientale (che includeva la maggior parte del territorio dell'attuale Florida) e occidentale: quest'ultima delimitata dal Mississippi-Pontchartrain a ovest, dal 31º parallelo nord e dal fiume Apalachicola a est. La capitale della Florida occidentale fu stabilita a Pensacola. George Johnstone, nel novembre 1763, ne fu nominato governatore.

L'espansione della Florida occidentale nel 1767.

Nel 1764, i britannici trasferirono il confine settentrionale fino alla linea compresa tra il fiume Chattahoochee e la confluenza dello Yazoo nel Mississippi (32° 22' di latitudine nord), inglobando approssimativamente il terzo inferiore degli attuali Stato del Mississippi e dell'Alabama. Allo scoppio della Rivoluzione americana, governatore della provincia era Peter Chester. Comandante delle forze inglesi, John Campbell di Strachur.
Nel trattato di Parigi del 1783, che pose fine alla guerra civile americana, gli inglesi accettarono che il confine tra la Florida occidentale e i neonati Stati Uniti tornasse ad essere segnato dal 31º parallelo, fra il Mississippi e l'Apalachicola. La Gran Bretagna restituì anche contestualmente, ma con un trattato a parte, l'intera Florida alla Spagna, senza però specificare tale confine. La conseguenza fu che la Spagna pretese il ripristino del confine del 1764, mentre gli Stati Uniti insistevano nel mantenere il 31º parallelo. Falliti i negoziati del 1785-1786 fra John Jay e don Diego de Gardoqui, toccò al trattato di Madrid del 1795 porre fine alla disputa. In esso, la Spagna riconobbe finalmente il confine rivendicato dagli americani.
Ma le contese non erano affatto finite. Con il trattato segreto di San Ildefonso del 1800, infatti, la Spagna restituì alla Francia la colonia della Louisiana, ancora una volta senza specificare i confini. Quando poi, tre anni dopo, la Francia napoleonica vendette la Louisiana agli americani, questi rivendicarono il territorio fra il Mississippi e il Perdido, che apparteneva alla colonia francese fino al 1793. Gli spagnoli opposero di aver amministrato quel territorio come provincia della Florida occidentale, e di non averlo incluso nel trattato del 1800.

## La breve repubblica

La Bonnie Blue Flag della Repubblica della Florida occidentale.

Spagna e Stati Uniti intrattennero lunghi e inconcludenti negoziati sullo status della Florida occidentale. Nel frattempo, i coloni americani vi avevano impiantato una base e resistevano al controllo spagnolo. Dal canto loro anche i coloni inglesi, che erano rimasti nella regione, mal tolleravano il dominio straniero. La situazione sfociò in una rivolta, che nel 1810 diede vita, per novanta giorni esatti, alla cosiddetta Repubblica della Florida occidentale.
Il 23 settembre, al termine di una serie di riunioni iniziate in giugno, i ribelli sconfissero le guarnigioni spagnole a Baton Rouge e spiegarono la bandiera del nuovo Stato, composta da una sola stella bianca in campo blu. La bandiera fu creata da Melissa, moglie del maggiore Isaac Johnson che comandava i dragoni della Florida occidentale. In seguito, essa sarebbe diventata famosa sotto il nome di Bonnie Blue Flag.
La Repubblica di Florida occidentale abbracciava l'intero territorio entro il 31º parallelo, fra il Mississippi e il Perdido, a nord del lago Pontchartrain. Il confine meridionale era segnato dal golfo del Messico. Includeva la porzione inferiore dell'attuale Alabama; le contee di Hancock, Pearl River, Harrison, Stone, Jackson, George e i territori meridionali di quelle di Lamar, Forrest, Perry e Wayne in Mississippi; le parrocchie di East Baton Rouge, East e West Feliciana, Livingston, St. Helena, Tangipahoa, St. Tammany e Washington in Louisiana. A dispetto del nome, nessuna delle contee della Florida attuale ricade entro le sue frontiere. La capitale della Repubblica di Florida occidentale era Saint Francisville in Louisiana.
Lo Stato si dotò di una costituzione in gran parte ispirata a quella degli Stati Uniti, e attuò la suddivisione dei poteri (legislativo, esecutivo e giudiziario). Il potere legislativo era ripartito fra il Senato e la Camera dei rappresentanti. Il governatore veniva scelto dal parlamento. In base alla costituzione, il nome ufficiale del paese era "Stato della Florida".
Il primo e unico governatore fu Fulwar Skipwith, un ex diplomatico statunitense che aveva contribuito a trattare l'acquisto della Louisiana. Nel suo discorso d'insediamento, Skipwith accennò all'eventualità di un'annessione agli Stati Uniti:
(dal discorso d'insediamento di Fulwar Skipwith)

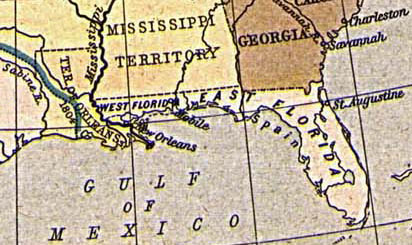
La Florida orientale e occidentale nel 1810.

Il pioniere Reuben Kemper guidò una piccola truppa in un tentativo di strappare Mobile agli spagnoli, ma la spedizione fallì. Il canto di battaglia dei volontari della Florida occidentale recitava, fra l'altro:

## Annessione

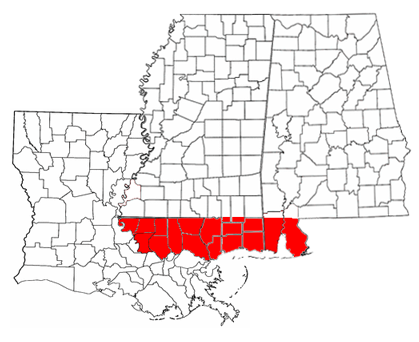
La Repubblica della Florida occidentale come appare divisa fra tre Stati.

Il 27 ottobre 1810, porzioni della Florida occidentale furono annesse agli Stati Uniti per proclamazione del presidente James Madison, che rivendicò la regione come parte dell'acquisto della Louisiana. Dapprima, Skipwith e il governo della repubblica si opposero, preferendo negoziare i termini dell'annessione all'Unione. Ma William Clairborne, che fu inviato a prendere possesso del territorio, rifiutò di riconoscere la legittimità del governo. Skipwith si proclamò allora pronto a "morire in difesa della bandiera a una sola stella" (Lone Star flag). Alla fine fece però marcia indietro, insieme al parlamento, e convenne di accettare la dichiarazione di Madison.
Gli Stati Uniti presero possesso di Saint Francisville il 6 dicembre e di Baton Rouge il 10. Le rispettive aree furono incorporate nell'inedito Territorio di Orleans. Gli americani annessero due anni dopo il distretto di Mobile, della Florida occidentale, al Territorio del Mississippi. Le dispute spagnole sulla regione peraltro proseguivano (nonostante gli Stati Uniti estendessero sempre di più le zone occupate), finché la Spagna non cedette loro l'intera Florida con il trattato Adams-Onís (1819). Gli Stati Uniti crearono allora un Territorio della Florida, formato da gran parte della Florida orientale e da una piccola porzione dell'occidentale, il 30 marzo 1822.
Quest'ultima include le suddivisioni amministrative della Louisiana note come parrocchie della Florida. Esiste un museo storico della Repubblica di Florida con sede a Jackson. Nel 1993 il parlamento nazionale della Louisiana rinominò l'autostrada Interstate 12, tutta compresa nelle parrocchie della Florida, Viale della Repubblica di Florida occidentale (Republic of West Florida Parkway).
Nel 2002, Leila Lee Roberts, discendente di Fulwar Skipwith, donò la copia originale della Costituzione della Repubblica e documenti connessi all'archivio di Stato della Louisiana.